# Pilling-Bedworth-Verhältnis
Das Pilling-Bedworth-Verhältnis (PBV, oder PBR von Pilling-Bedworth-Ratio) ist in der Chemie und Werkstoffkunde das Verhältnis der molaren Volumina eines metallischen Elements und seines Oxids. Anhand des PBV kann abgeschätzt werden, ob ein Metall an trockener Luft durch Bildung einer schützenden Oxidschicht (Passivierung) dauerhaft beständig ist. Da die Oxidbildung teilweise mehrstufig verläuft und bei Legierungen gemischte Oxide gebildet werden können, erlaubt das PBV keine sicheren Aussagen. Das gilt insbesondere für die atmosphärische Korrosion, die wegen des allgegenwärtigen Wassers fast immer über Hydroxide verläuft.

## Definition
{\displaystyle \mathrm {PBV={\frac {V_{Oxid}}{{n}\cdot V_{Metall}}}={\frac {M_{Oxid}\cdot \rho _{Metall}}{M_{Metall}\cdot {n}\cdot \rho _{Oxid}}}} }
M bezeichnet die molare Masse, ρ die Dichte, V das (molare) Volumen und n die Anzahl der Metallatome in der Summenformel des Oxids.

## Effekt
Anhand von Messungen lässt sich folgender Zusammenhang zeigen:

Schematische Darstellung des Oxidaufbaus und des Pilling-Bedworth-Verhältnisses

PBV < 1: Aufreißen der Oxidschicht, keine Schutzwirkung (Beispiel Magnesiumoxid auf Magnesium)
PBV > 2: Abplatzen der Oxidschicht, keine Schutzwirkung (Beispiel Rost auf Eisen)
PBV = 1 ... 2: Bildung einer dauerhaften, passivierenden Oxidschicht (Beispiele Aluminium, Titan, Chromschicht auf Stahl)

## Zahlenwerte
| Metall    | Metalloxid                     | PBV  |
| --------- | ------------------------------ | ---- |
| Magnesium | Magnesiumoxid                  | 0,81 |
| Aluminium | Aluminiumoxid                  | 1,28 |
| Zirconium | Zirconium(IV)-oxid             | 1,56 |
| Nickel    | Nickel(II)-oxid                | 1,65 |
| Eisen     | Eisen(II)-oxid                 | 1,7  |
| Titan     | Titan(IV)-oxid                 | 1,73 |
| Chrom     | Chrom(III)-oxid                | 2,07 |
| Eisen     | Eisen(II,III)-oxid             | 2,10 |
| Eisen     | Eisen(III)-oxid                | 2,14 |
| Eisen     | Eisen(III)-oxidhydroxid (Rost) | 3,6  |
| Silicium  | Siliciumdioxid                 | 2,15 |
| Tantal    | Tantal(V)-oxid                 | 2,47 |
| Vanadium  | Vanadium(V)-oxid               | 3,25 |